# Финляндия на «Евровидении-1993»
Финляндия принимала участие в тридцать восьмом выпуске телевизионного конкурса Евровидение-1993, который состоялся 15 мая в Милстрите, Ирландия. Страну представляла певица Катри-Хелена с песней Tule luo («Иди ко мне»), написанной композитором Матти Пууртиненом на стихи Юкки Сааринена. Катри-Хелена уже принимала участие на Евровидение-1979 в Иерусалиме с песней Katson sineen taivaan, где заняла 14-е место. По итогам голосования в Милстрите она заняла 17-е место из 25, набрав 20 очков. Несмотря на столь скромный результат, Финляндии удалось пройти квалификацию на участие в Евровидение-1994. Поэтому, Tule luo стала предшественницей финской заявки 1994 года Bye Bye Baby в исполнении группы CatCat. Конкурс был показан на канале YLE TV1 с комментариями Эркки Похьянхеймо и Кирси-Марии Ниеми. Глашатаем, объявлявшим очки финского жюри, была Сольвейг Херлин.

## До «Евровидения»

### Euroviisut 1993
Финский телерадиовещатель Yleisradio (YLE) организовывает участие Финляндии на Евровидение. Традиционно YLE проводило национальные финалы, под общим названием Euroviisut. Данная процедура была применена и для выбора заявки на конкурс 1993 года. Euroviisut 1993 состоялся 6 марта в телестудии YLE. Ведущим был Ари Корвола. Четыре исполнительницы исполнили по две песни, а победитель среди них определялся на основе голосов 11 региональных жюри. Победу одержала песня Tule luo в исполнении Катри-Хелены, за которую большинство региональных жюри поставили максимальные баллы.
| Порядок выступления | Исполнитель      | Название песни             | Автор(ы)                                   | Очки | Место |
| ------------------- | ---------------- | -------------------------- | ------------------------------------------ | ---- | ----- |
| 1                   | Паула Койвуниеми | Päivä kerrallaan           | Эрик Линдстрём, Вели-Пекка Лехто           | 37   | 6     |
| 2                   | Катри-Хелена     | Tule luo                   | Матти Пууртинен, Юкка Сааринен             | 96   | 1     |
| 3                   | Арья Корисева    | Vain taivas yksin tietää   | Кису Йернстрём, Кассу Халонен, Векси Салми | 65   | 3     |
| 4                   | Марджори         | Legenda                    | Крис Оуэн, Пия Партанен                    | 52   | 4     |
| 5                   | Паула Койвуниеми | Sammunut rakkaus           | Эса Ниеминен, Кайсу Лиухала                | 21   | 8     |
| 6                   | Катри-Хелена     | Viesti                     | Юкка Куоппамяки                            | 48   | 5     |
| 7                   | Арья Корисева    | Sulta laulun sain          | Олли Ахвенлахти, Гектор                    | 77   | 2     |
| 8                   | Марджори         | Aika eteenpäin vain kulkee | Пепе Уиллберг, Кирсти Уиллберг             | 33   | 7     |

## На «Евровидении»
В Милстрите Катри-Хелена выступала под номером 17, между двумя странами-дебютантами, Словенией и Боснией и Герцеговиной. В конце голосования Финляндия заняла 17-е место, набрав 20 очков. Это позволило стране принять участие в конкурсе 1994 года. 12 очков финское жюри присудило Норвегии. Олли Ахвенлахти был дирижёром оркестра во время исполнения финской заявки.